# Скаморца
Скамо́рца — итальянский полумягкий сыр невысокой жирности, относится к категории итал. pasta filata. Название получил за специфическую форму от словосочетания итал. capa mozza — «отрезанная голова». Производится во многих регионах Италии, но больше всего в южных — Апулия и Калабрия, также в центральной Италии — Абруццо и Молизе.

## История
Скаморца появился относительно недавно — во второй половине XIX века, скорее всего, вследствие нарушения технологии при производстве сыра проволоне.

## Технология производства
Технология производства не регламентирована жестко. Обычно сыр производят из коровьего молока, но также может использоваться козье, буйволиное, овечье. Сырое молоко нагревают в стальных чанах до 35-37 °C, помешивая для равномерного нагрева. Затем добавляют сыворотку и сычужный фермент, оставляют на 20 минут для свертывания. Получившийся сырный сгусток разбивают до размера кукурузного зерна. Массу держат 3-8 часов при 40-42 °C, пока сыр не созреет и не осядет. Чтобы определить готовность, комочек сгустка помещают в горячую воду и растягивают, он должен тянуться и стать резиновым. Сырный сгусток достают из чана на столы, чтобы стекли излишки сыворотки, и разделяют на небольшие части. Каждую часть помещают в горячую воду (80 °C), потом вынимают и растягивают, пока масса не станет однородной. Далее сыру придают специфическую форму: скатывают в шар, потом формируют «шею», придавливая его пальцами. Промывают 30 минут в холодной воде и отправляют солиться в рассоле на 20 минут. Сырные головы перевязывают веревками, подвешивают сушиться на несколько суток.
Производят два варианта сыра — свежий и копченый.

## Характеристика
Скаморца имеет форму груши, с «головой», подчеркнутой сужением и шнуровкой из соломы. Сыр имеет тонкую кожицу белого или соломенного цвета. Текстура сыра компактная, эластичная, белого или бледно-соломенного цвета. Головы небольшие, обычно 150—250 г, максимум до 500 г. Вкус свежий, нежный, молочный. Аромат копченого варианта сыра (итал. scamorza affumicata) дымный, вкус пряный.

## Употребление
Скаморцу употребляют в течение 15 суток после производства. Сыр употребляют как самостоятельное блюдо, с хлебом и овощами, добавляют в супы, пиццу, салаты, ризото. Скаморца хорошо сочетается с белым вином (шардоне, Пино Гри).